# Веселков Геннадій Гаврилович
Геннадій Гаврилович Веселков (нар. 3 серпня 1939, селище Балахчино, тепер Ширинського району, Хакасія, Російська Федерація) — радянський діяч, секретар ЦК КП Таджикистану. Народний депутат Таджицької РСР у 1990—1993 роках. Член Центральної контрольної комісії КПРС та член Президії і Бюро Президії ЦКК КПРС у 1990—1991 роках.

## Життєпис
Народився в родині робітника. У 1956 році закінчив середню школу в селі Шарипове Красноярського краю.
У 1956—1961 роках — студент геолого-географічного факультету Томського державного університету імені Куйбишева. Обирався членом бюро факультетського комітету ВЛКСМ.
У 1961—1962 роках — старший технік-геолог Красноярської геологознімальної експедиції Красноярського геологічного управління.
У 1962—1965 роках — інженер кафедри мінералогії та кристалографії Томського державного університету імені Куйбишева.
Член КПРС з 1964 року.
У 1965—1969 роках — інструктор відділу нафтової та газової промисловості та геології Томського обласного комітету КПРС; секретар Олександрівського районного комітету КПРС Томської області.
У 1969—1973 роках — завідувач відділу нафтової, газової промисловості і геології Томського обласного комітету КПРС.
У 1973—1983 роках — інструктор відділу важкої промисловості ЦК КПРС. У 1983—1987 роках — інструктор відділу важкої промисловості та енергетики ЦК КПРС.
У 1974 році закінчив Заочну Вищу партійну школу при ЦК КПРС.
7 квітня 1987 — 6 грудня 1989 року — секретар ЦК КП Таджикистану.
6 грудня 1989 — 20 серпня 1990 року — 2-й секретар ЦК КП Таджикистану.
10 жовтня 1990 — серпень 1991 року — заступник голови Центральної контрольної комісії (ЦКК) КПРС та член Бюро Президії ЦКК КПРС.
З 1991 року — керуючий справами ВАТ «Газпром» у Москві.
Потім — на пенсії в Москві.

## Нагороди
- два ордени Трудового Червоного Прапора
- орден Дружби народів
- медалі